# Buzón inteligente
Un buzón inteligente es una alternativa a los buzones tradicionales que ha aparecido en el mercado recientemente. Estos buzones combinan tecnología para poder facilitar una serie de comodidades al propietario que no aportan los buzones tradicionales. 
La principal ventaja que aporta este tipo de buzón es que no es necesario estar pendiente de los mensajeros para recibir los paquetes u otra correspondencia. Se suelen controlar a través de una app que facilita un código que se introduce para poder abrir el buzón.

## Tipos
Según la forma del uso y la ubicación de los buzones inteligentes, podemos diferenciar entre:
Buzones inteligentes privados: son aquellos buzones inteligentes que se ubican en un edificio o propiedad privada, y que no están accesibles a todo el mundo. Si se coloca un bloque de buzones inteligentes en un edificio, solamente las personas que vivan en dicho edificio podrán usarlos. 
Buzones inteligentes públicos: son aquellos que se localizan en lugares públicos como las gasolineras, centros comerciales o estaciones de tren o bus.  El principal problema de estos buzones inteligentes, es que es necesario desplazarse hasta donde estén ubicados para recoger el paquete, por lo que son menos cómodos que los privados.
Puertas Inteligentes: Son puertas que incluyen una compuerta donde depositar los paquetes en una plataforma.

## Ubicación
Los buzones inteligentes suelen ubicarse en las entradas de los edificios, ya que se recomienda situarlos en el sitio más próximo a la puerta de entrada en un lugar cerrado que los proteja de la lluvia y el mal tiempo. Dependiendo de la empresa que los gestionen, pueden ir conectados a la corriente o a internet. Los buzones inteligentes que vayan conectados a la corriente y a internet supondrán un gasto energético mayor que aquellos que no lo hagan, y ambos funcionan de manera similar. 
En el caso de los buzones inteligentes públicos, estos se ubican siempre en lugares públicos como las gasolineras o centros comerciales, por lo que es necesario desplazarse hasta el lugar para recoger el paquete.

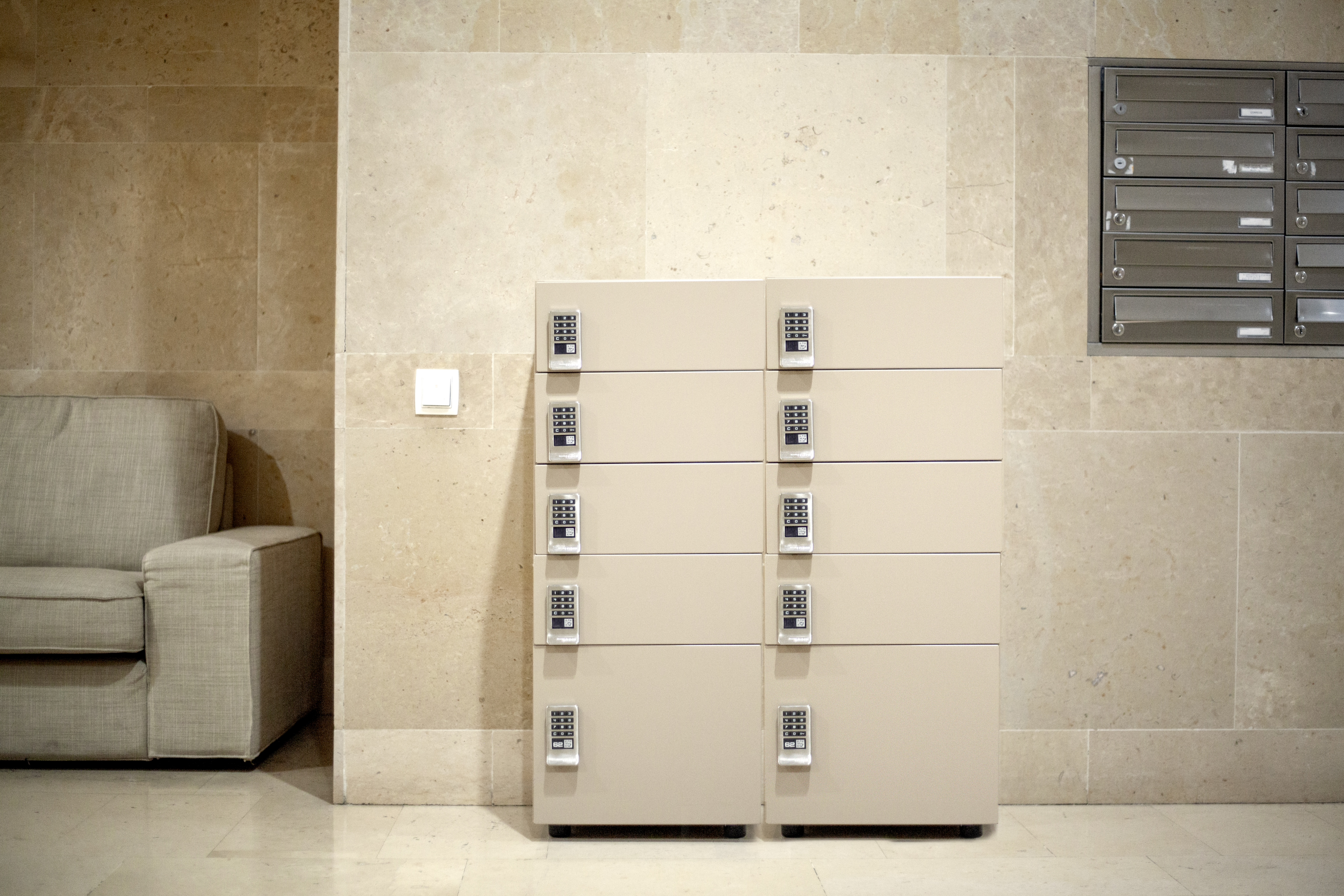
Buzón inteligente instalado en la entrada de un edificio

## Características
- No es necesario estar en casa para recibir un paquete ni estar pendiente del repartidor.[6]
- El paquete permanece seguro en todo momento, ya que solo es posible abrir el buzón con un código que recibe el propietario en su móvil.
- Ayudan a que las entregas se realicen con eficacia,[7] al no tener que reprogramar las entregas por la ausencia del destinatario.

Los buzones inteligentes son buzones multiusuarios, es decir, los usuarios pueden usar cualquier buzón, no tienen uno propio asignado. Cuando el mensajero llegue con un paquete, lo meterá en un buzón que no esté ocupado y automáticamente, el propietario recibirá un aviso en su móvil en la app del buzón inteligente que tenga instalado. 
Una vez el propietario tenga ese código, deberá ir a la zona donde estén instalados e introducir dicho número. Cuando se tenga el buzón inteligente delante, será necesario abrir la app de la compañía de buzones inteligentes que se usen y acto seguido, se recibirá un código para introducir en el buzón y abrirlo.